# Буер
Буер (фр. Bouère) је насеље и општина у западној Француској у региону Лоара, у департману Мајен која припада префектури Шато Гонтје
По подацима из 2004. године у општини је живео 921 становник, а густина насељености је износила 21 становник/km². Општина се простире на површини од 42,54 km². Налази се на средњој надморској висини од 81 метар (максималној 117 m, а минималној 41 m).

## Администрација
Списак градоначелника 
| Мандат        | градоначелник              | политичка партија |
| 1978 - (2008) | Клод Бише                  | За живот у Буеру  |
| 1906          | Шамен                      |                   |
| 1896          | Бопле                      |                   |
| 1880 - 1896   | Фуше                       |                   |
| 1870 - 1880   | Башелије                   |                   |
| 1855 - 1870   | Себу                       |                   |
| 1850          | Годивје                    |                   |
| 1840          | Себу                       |                   |
| 1836          | Тобелије                   |                   |
| 1830 - 1836   | Шамаре                     |                   |
| 1827 -1830    | Ожер                       |                   |
| 1821 - 1824   | Луј Жоашен Боа Журдан (ди) |                   |
| 1801 -1804    | Тонелије                   |                   |
| 1800          | Жамен                      |                   |
| 1791 -1795    | Рене Себу                  |                   |
| ------------- | -------------------------- | ----------------- |

## Демографија
| 1962. | 1968. | 1975. | 1982. | 1990. | 1999. | 2004. | 2011. |
| ----- | ----- | ----- | ----- | ----- | ----- | ----- | ----- |
| 993   | 1.149 | 1.030 | 911   | 857   | 907   | 921   | 1.062 |

График промене броја становника у току последњих година

## Локације и знаменитости
- Романичка црква (сазидана у XI/XII веку, обновљена у XIX веку)
- Месно гробље (регистрована са допунским инвентаром историјских грађевина),
- Вотиве крипта из 1871,
- Дворац Боа Журдан из 16/17 века и зависности,
- Дворац Везусјер из 18. века
- Дворац Роше из 19. века
- Дворац Севодјер из 19. века
- Дворац Давје из 19. века.